# Zurab Sanaja
Zurab Władimirowicz Sanaja, ros. Зураб Владимирович Саная (ur. 15 kwietnia 1968 w Stawropolu, Rosyjska FSRR, ZSRR) – rosyjski piłkarz, grający na pozycji bramkarza, trener piłkarski. Znany radziecki bramkarz Walter Sanaja - jego daleki krewny.

## Kariera piłkarska
Wychowanek Szkoły Sportowej Maszuk Piatigorsk oraz Internatu Sportowego w Stawropolu. W 1985 roku rozpoczął karierę piłkarską w drużynie Nart Czerkiesk. W 1988 został piłkarzem klubu Maszuk Piatigorsk. Po organizowaniu pierwszych niepodległych mistrzostw Rosji sezon 1992 rozpoczął w Asmarału Kisłowodzk, a już latem przeniósł się do Dinama Stawropol. W 1995 wyjechał do Grecji, gdzie bronił barw klubu Paniliakos AO. W 1998 roku powrócił do ojczyzny i potem występował w zespołach Bałtika Kaliningrad, Sokoł Saratów, Fakieł Woroneż i Mietałłurg Lipieck. W 2003 zakończył karierę piłkarską.

## Kariera trenerska
Po zakończeniu kariery piłkarskiej rozpoczął pracę szkoleniową. Ukończył studia w Instytucie Pedagogicznym w Stawropolu. Najpierw od 2005 pomagał trenować kluby Bałtika Kaliningrad i Łucz-Eniergija Władywostok. Od 2008 do 29 maja 2009 prowadził samodzielnie Bałtikę Kaliningrad. Od 29 listopada 2009 pracował w klubie Żemczużyna Soczi na stanowisku dyrektora sportowego klubu, a 1 sierpnia 2010 po dymisji Olega Wasilenki stał na czele klubu. Jednak 27 września 2010 w klubie padła decyzja przywrócić na stanowisko głównego trenera Olega Wasilenka. W 2011 pomagał trenować klub, dopóki nie został rozformowany. W 2013 prowadził kazachski Akżajyk Orał.

## Sukcesy i odznaczenia

### Sukcesy klubowe
- wicemistrz Drugiej Ligi ZSRR, 3 grupy: 1989
- mistrz Rosyjskiej Drugiej dywizji, grupy centralnej: 2002